# James Parmentier
Pour les articles homonymes, voir Dubosc.
James Parmentier (1658-1730) est un peintre et décorateur anglais d'origine française, auteur de portraits et de scènes religieuses.

## Biographie
Né Jacques Parmentier en 1658, il étudie très jeune l'art de peindre, sans doute à Paris, auprès de son oncle maternel Sébastien Bourdon (mort en 1671).
Il part pour Londres en septembre 1676, pour travailler sous la direction du décorateur Charles de La Fosse, chargé alors de peindre l'intérieur d'une partie de l'hôtel du duc de Montagu, située à Bloomsbury. Le roi Guillaume III d'Orange-Nassau le remarque et lui demande de redécorer les salles du Palais Het Loo situé à Apeldoorn, mais une dispute éclate entre Parmentier et l'architecte Daniel Marot (dont il fit le portrait), chargé de l'intendance du domaine. Lors de ce séjour en Hollande, Parmentier réalise des fresques pour le château de Binnenhof. Il est admis comme membre de la guilde de Saint-Luc de La Haye, nommé maître le 1er décembre 1698.

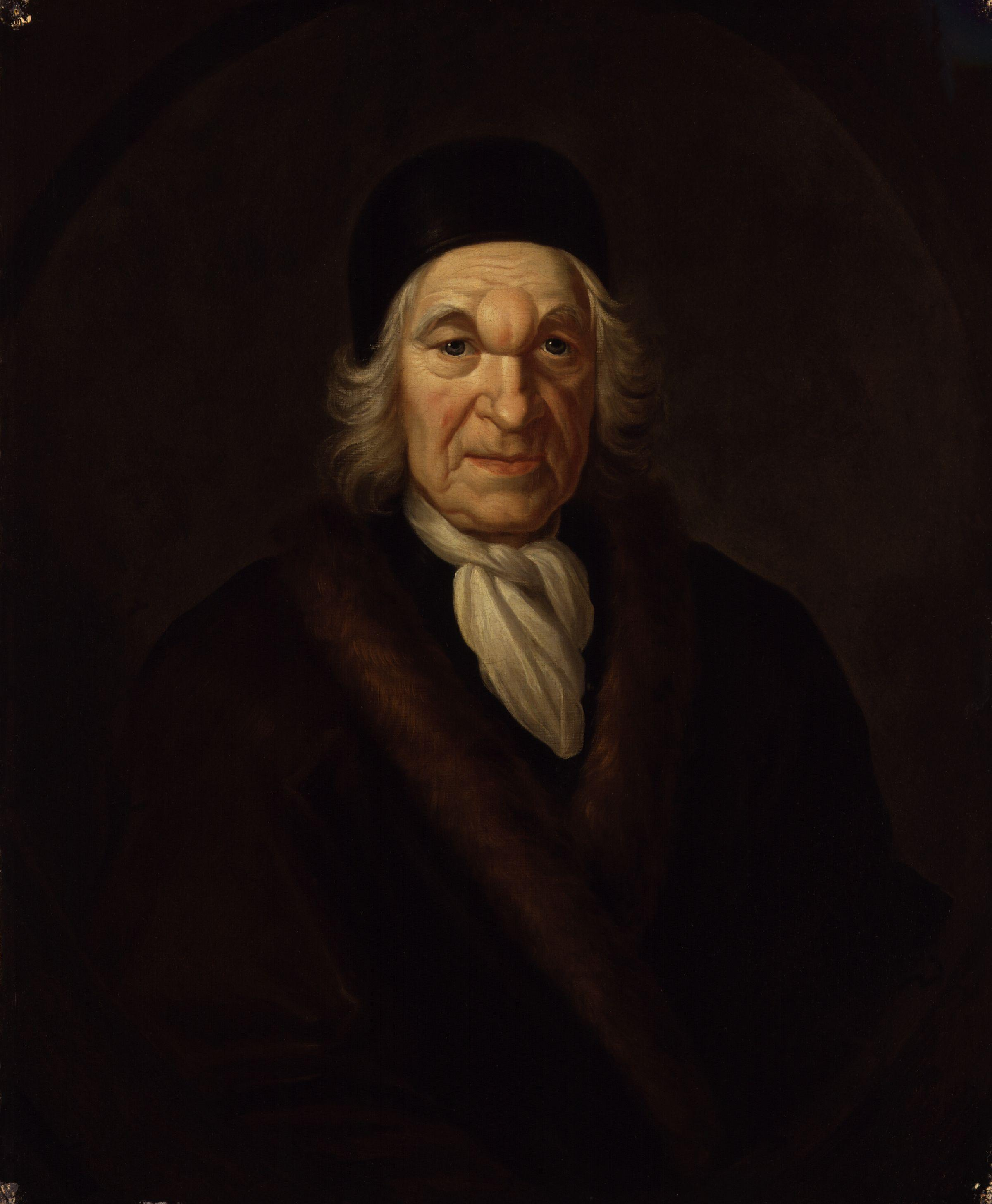
Saint-Évremond (1701), huile sur toile (Londres, National Portrait Gallery).

De retour à Londres, Parmentier ne parvient pas à trouver de commandes suffisantes, aussi, part-il s'installer dans le Yorkshire où il devient portraitiste pour des personnalités locales. Ses conditions de vie semblent précaires. Toutefois, en 1711, il reçoit la somme de 50 £ pour exécuter un retable figurant la Cène destiné à l'église de la Sainte Trinité de Hull. Durant cette période, il peint également les plafonds, une fresque sur le thème de Moïse et les Tables de la Loi, pour l'église de St Peter de Leeds, puis les escaliers du manoir Worksop à Bassetlaw pour le duc de Norfolk, et se charge de la décoration intérieure de la maison de John Atkinson, ancien maire de Leeds.
Après la mort de Louis Laguerre en 1721, qui fut le premier directeur de la London Academy of drawing and painting, Parmentier estime qu'il est temps pour lui de revenir à Londres afin de valoriser son expérience de peintre-décorateur. Il intègre une loge maçonnique, la Philo-musicae et -architecturae societas Apollini, dont les membres se réunissaient à la Queen's Head Tavern sur Fleet Street. Il espère y trouver sans doute une manière de réseau et des commandes pour travailler. Quand l'auberge change de nom pour celui d'Appolo Tavern, le nouvel emblème du lieu est conçu par Parmentier.
Il ne trouve cependant pas à Londres de commandes substantielles. Sur le point de partir pour Amsterdam, appelé par des proches, il meurt subitement le 2 décembre 1730 et est enterré à l'église Saint-Paul (Covent Garden).
Parmi ses tableaux réputés, on trouve un portrait posthume de Charles II (huile sur cuivre, après 1685, National Portrait Gallery) et deux de Charles de Saint-Évremond, dont un de 1701 exposé à Knole House et qui servit de frontispice, gravé par Pieter van Gunst, à une édition londonienne de Saint-Évremond (Jacob Tonson, 1709). Sa peinture religieuse, Le Temple de Solomon, fut interprétée en gravure par Claude Dubosc. Son portrait du lord Chief Justice James Reynolds fut gravé en 1747 par John Faber. George Vertue grava également d'après quelques portraits de Parmentier.